# サンタ・カテリーナ・アルバネーゼ
サンタ・カテリーナ・アルバネーゼ（イタリア語: Santa Caterina Albanese）は、イタリア共和国カラブリア州コゼンツァ県にある、人口約1,200人の基礎自治体（コムーネ）。

## 地理

### 位置・広がり

#### 隣接コムーネ
隣接するコムーネは以下の通り。
- ファニャーノ・カステッロ
- マルヴィート
- ロッジャーノ・グラヴィーナ
- サン・マルコ・アルジェンターノ